# Вулиця Каунаська (Кривий Ріг)
Вулиця Каунаська — вулиця у Центрально-Міському районі Кривого Рогу. Розташована на території історичного центру Кривого Рогу. Починається від вулиці Свято-Миколаївської, й простягається до вулиці Олександра Поля. Загальна довжина вулиці становить 363 м.

## Історичні відомості

### Дореволюційний період

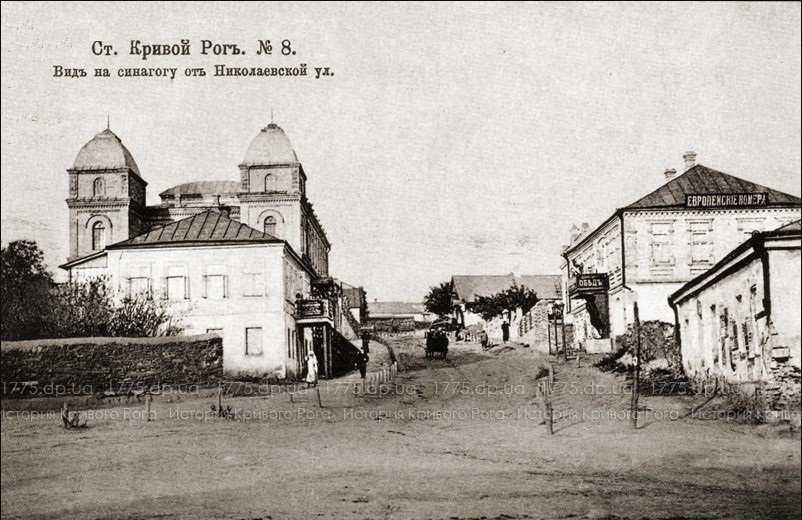
Хоральна синагога та готель «Європейські номери». Початок XX століття

Початково вулиця називалась Синагогальною. На ній були розташовані дві синагоги, в тому числі й Головна (Хоральна). Навпроти Головної синагоги розміщувався молитовний дім «Хевро-Мішнаїс», будівля якого збереглася до наших днів (вул. Каунаська, № 2б).
В дореволюційний період на вулиці розташовувались контори страхових товариств, майстерні.
В будинку № 2 до революції розташовувався готель «Європейські номери». Його будівля збереглась до наших днів.

### Радянський період
В радянський період вулиця була перейменована на честь литовського міста Каунас.
22 квітня 1928 року Головна Синагога була трансформована в Будинок єврейської культури. Тут проводилися вечори-зустрічі з діячами єврейської культури, виступали колективи художньої самодіяльності, демонстрували фільми. При закладі діяв відомий єврейський драматичний гурток. В 1936 році будівля колишньої синагоги була передана Криворізькому аероклубу. Під час війни будівля синагоги була зруйнована. На її фундаменті зараз стоїть житловий будинок № 3.
В часи німецької окупації вулиця носила назву Спортивна.